# Роузвілл (Мічиган)
Роузвілл (англ. Roseville) — місто (англ. city) в США, в окрузі Маком штату Мічиган. Населення — 47 710 осіб (2020).

## Географія
Роузвілл розташований за координатами 42°30′27″ пн. ш. 82°56′12″ зх. д. / 42.50750° пн. ш. 82.93667° зх. д. (42.507586, -82.936582).  За даними Бюро перепису населення США в 2010 році місто мало площу 25,52 км², з яких 25,45 км² — суходіл та 0,07 км² — водойми.

## Демографія
Згідно з переписом 2010 року, у місті мешкало 47 299 осіб у 19 553 домогосподарствах у складі 12 055 родин. Густота населення становила 1853 особи/км².  Було 21260 помешкань (833/км²).
Расовий склад населення:
| - 83,1 % — білих - 11,8 % — чорних або афроамериканців - 1,6 % — азіатів - 0,4 % — корінних американців |

До двох чи більше рас належало 2,6 %. Частка іспаномовних становила 2,0 % від усіх жителів.
За віковим діапазоном населення розподілялося таким чином: 23,0 % — особи молодші 18 років, 63,9 % — особи у віці 18—64 років, 13,1 % — особи у віці 65 років та старші. Медіана віку мешканця становила 37,9 року. На 100 осіб жіночої статі у місті припадало 93,8 чоловіків;  на 100 жінок у віці від 18 років та старших — 90,3 чоловіків також старших 18 років.
Середній дохід на одне домашнє господарство  становив 49 212 долари США (медіана — 40 713), а середній дохід на одну сім'ю — 56 433 долари (медіана — 49 394). Медіана доходів становила 41 392 долари для чоловіків та 31 723 долари для жінок. За межею бідності перебувало 18,1 % осіб, у тому числі 28,9 % дітей у віці до 18 років та 8,9 % осіб у віці 65 років та старших.
Цивільне працевлаштоване населення становило 21 508 осіб. Основні галузі зайнятості: виробництво — 21,4 %, освіта, охорона здоров'я та соціальна допомога — 19,7 %, роздрібна торгівля — 12,7 %, мистецтво, розваги та відпочинок — 10,1 %.